# 기원전 49년

## 연호
- 전한(前漢) 황룡(黃龍) 원년

## 기년
- 전한(前漢) 선제(宣帝) 25년
- 신라(新羅) 혁거세 거서간(赫居世居西干) 9년

## 사건
- 율리우스 카이사르, 루비콘 강 도하. 로마가 카이사르 내전에 들어가다.

## 자연
- 음력 3월 - 혜성이 왕량(王良, 카시오페이아 부근)에 나타났다.[1]

## 사망
전한 선제

## 참고 문헌
- 김부식 (1145). 〈권제1 혁거세 거서간 條〉. 《삼국사기》.